# Ricardo Salinas Pliego
Ricardo Benjamín Salinas Pliego (Cidade do México, 19 de janeiro de 1965) é um empresário e bilionário mexicano, sendo proprietário e presidente do grupo Salinas que inclui que incluem o Banco Azteca, Grupo Elektra, Tv Azteca e Lusacell Telefonia.